# Filippo I di Namur
Filippo di Namur o di Hainaut o di Fiandra, detto il Nobile (Valenciennes, marzo 1174 – Namur, 15 ottobre 1212) fu marchese di Namur dal 1195 fino alla sua morte ed ebbe la reggenza della contea delle Fiandre dal 1202 al gennaio 1212.

## Origine
Filippo, sia secondo la Flandria Generosa (Continuatio Bruxellensis), che secondo la Chronica Albrici Monachi Trium Fontium, era il figlio maschio secondogenito del Conte di Hainaut, Marchese di Namur e Conte di Fiandra, Baldovino V di Hainaut e della Contessa di Fiandra, Margherita d'Alsazia.
Baldovino V di Hainaut, secondo il Gisleberti Chronicon Hanoniense, era il figlio del Conte di Hainaut, Baldovino IV e della moglie, Alice di Namur, che era figlia del conte di Namur, Goffredo I e della sua seconda moglie, l'erede della contea del Lussemburgo, Ermessinda di Lussemburgo, sia secondo la Genealogica comitum Buloniensium, che secondo la Chronica Albrici Monachi Trium Fontium e che, secondo il Herimanni, Liber de Restauratione Sancti Martini Tornacensis, era la sorella del conte di Lussemburgo e di Namur, Enrico IV.
Margherita d'Alsazia, secondo la Flandria Generosa (Continuatio Claromariscensis) era la figlia femmina secondogenita del conte delle Fiandre, Teodorico di Alsazia (1099 circa – 4 gennaio 1168) e di Sibilla d'Angiò (1112 circa – 1165), che, anche se l'arcivescovo, Guglielmo, della città di Tiro, nell'odierno Libano, nel suo Historia rerum in partibus transmarinis gestarum ce la presenta come figlia femmina primogenita era la figlia femmina secondogenita del conte d'Angiò e conte di Tours, conte consorte e poi conte del Maine ed infine reggente del Principato di Antiochia e re consorte del Regno di Gerusalemme, Folco il Giovane, e della contessa del Maine, Eremburga, figlia unica del conte del Maine, Elia I e di Matilde, come riporta nella sua Historia Ecclesiastica, Pars II, Liber IV del monaco e storico medievale, Orderico Vitale, signora di Château-du-Loir, figlia di Gervaso, signore di Château-du-Loir.

## Biografia
Quando, nel 1193, sua sorella, Iolanda, il 1º luglio, a Soissons, contrasse matrimonio con il signore di Courtenay, conte di Nevers, d'Auxerre e di Tonnerre, Pietro II, come ci viene confermato anche dalla Chronica Albrici Monachi Trium Fontium a monacho novi monasterii hoiensis interpolata, precisando che era sorella di Filippo, futuro marchese di Namur e di due futuri imperatori di Costantinopoli: Baldovino I ed Enrico, ed era zia materna del futuro re di Francia, Luigi VIII, Filippo si fidanzò con Matilde, la figlia che Pietro II aveva avuto dalla prima moglie, che secondo la Ex Historia Episcoporum Autissiodorensium era Agnese I contessa di Nevers, d'Auxerre e di Tonnerre.
Quando, nel 1194, morì sua madre, Margherita, come ci confermano gli Annales Blandinienses, suo fratello, Baldovino, il figlio maschio primogenito, secondo il Gisleberti Chronicon Hanoniense, divenne così Baldovino IX, conte delle Fiandre.
Suo padre, Baldovino V, conte di Hainaut e conte di Namur, ancora secondo il Gisleberti Chronicon Hanoniense, dopo lunga malattia morì a Mons il 17 dicembre 1195 (1195, mense Decembri, 12 kal. ianuarii); gli succedette, nella contea di Hainaut, ancora il figlio maschio primogenito, Baldovino, come Baldovino VI, mentre nella contea di Namur gli succedette Filippo, figlio maschio secondogenito.
Nel 1196, l'imperatore, Enrico VI di Svevia, confermò la contea di Namur in marchesato, onore già ricevuto da suo padre, Baldovino V dall'imperatore Federico Barbarossa.
Allora, secondo la Histoire généalogique de la maison royale de Dreux (Paris), Luxembourg, la discendente dei conti di Namur, Ermesinda, col marito, il conte di Bar Tebaldo I, cercando di recuperare la contea di Namur, con grande esercito, posero l'assedio a Namur e la guerra contro Filippo I e suo fratello, Baldovino, si conclude con la pace di Dinant, del 1199, con la quale, Filippo I restituì alla contessa dí Lussemburgo, la cugina Ermesinda di Lussemburgo, Durbuy e La Roche e, in più, cedette la parte della regione di Namur situata sul lato destro della Mosa, per i figli di Ermesinda e Tebaldo.
Nel corso del 1199, Filippo fu fatto prigioniero dalle truppe del re di Francia, Filippo II Augusto, e suo fratello Baldovino, conte di Fiandra e di Hainaut, per liberarlo dovette aderire al trattato di Peronne (secondo trattato di Peronne).
Dopo che suo fratello, Baldovino, nel 1202, era partito per la crociata, Filippo aveva fatto parte del consiglio di reggenza sia durante l'assenza del fratello che, dopo la morte di quest'ultimo, per conto della nipote, Giovanna, ancora minorenne, sino al gennaio 1212; dopo la morte di Baldovino, Filippo mantenne la carica di reggente accordandosi col re di Francia, Filippo II Augusto ed entrambe le figlie di Baldovino, Giovanna e Margherita, furono condotte a Parigi per essere educate.
Nell'agosto del 1206, dopo aver giurato fedeltà al re di Francia, Filippo II Augusto, Filippo ottenne l'impegno di Filippo II Augusto di ottenere la mano della figlia, Maria di Francia (1198-1224), che, secondo la Chronica Albrici Monachi Trium Fontium, era figlia del re Filippo II Augusto e della sua terza moglie, Agnese di Merania; il matrimonio fu celebrato nel gennaio del 1211 e viene confermato dalla Chronique de Guillaume de Nangis.
Nel 1209, Filippo rese omaggio al Duca della Bassa Lorena, Enrico I di Brabante.
La morte di Filippo I, Marchese di Namur ci viene confermato dalla Historia Walciodorensis Monasterii Continuata, quando ricorda la morte del marchese Filippo, che a margine precisa la data: 15 ottobre 1212.
Dopo la sua morte, nel marchesato di Namur, dato che non aveva discendenza, gli succedette la sorella, Iolanda, come ci viene confermato dalla Chronica Albrici Monachi Trium Fontium a monacho novi monasterii hoiensis interpolata quando afferma che Pietro II di Courtenay, divenne marchese di Namur, per diritto matrimoniale.
Dopo la morte di Filippo, la moglie, Maria di Francia, si sposò, in seconde nozze, con Enrico, duca della Bassa Lorena, conte di Lovanio e duca di Brabante, il 22 aprile 1213, a Soissons; mentre secondo gli Annales Parchenses, il matrimonio fu celebrato nel 1214.

## Discendenza
Filippo da Maria non ebbe alcun figlio e non si conoscono eventuali figli illegittimi.

## Ascendenza
|                         |                        |                          | Genitori                   |  |  | Nonni |  |  | Bisnonni                 |  |  | Trisnonni               |  |
|                         |                        |                          |                            |  |  |       |  |  | Baldovino III di Hainaut |  |  | Baldovino II di Hainaut |  |
|                         |                        |                          |                            |  |  |       |  |  | Baldovino III di Hainaut |  |  | Baldovino II di Hainaut |  |
|                         |                        | Ida di Lovanio           |                            |  |  |       |  |  | Baldovino III di Hainaut |  |  |                         |  |
| Baldovino IV di Hainaut |                        |                          |                            |  |  |       |  |  | Baldovino III di Hainaut |  |  |                         |  |
|                         |                        | Iolanda di Gheldria      | Gerardo I di Gheldria      |  |  |       |  |  |                          |  |  |                         |  |
|                         |                        | Iolanda di Gheldria      | Gerardo I di Gheldria      |  |  |       |  |  |                          |  |  |                         |  |
|                         |                        | Iolanda di Gheldria      | Clemenza d'Aquitania       |  |  |       |  |  |                          |  |  |                         |  |
| Baldovino V di Hainaut  |                        | Iolanda di Gheldria      |                            |  |  |       |  |  |                          |  |  |                         |  |
|                         |                        | Goffredo I di Namur      | Alberto III di Namur       |  |  |       |  |  |                          |  |  |                         |  |
|                         |                        | Goffredo I di Namur      | Alberto III di Namur       |  |  |       |  |  |                          |  |  |                         |  |
|                         |                        | Goffredo I di Namur      | Ida di Sassonia            |  |  |       |  |  |                          |  |  |                         |  |
| Alice di Namur          |                        | Goffredo I di Namur      |                            |  |  |       |  |  |                          |  |  |                         |  |
|                         |                        | Ermesinde di Lussemburgo | Corrado I di Lussemburgo   |  |  |       |  |  |                          |  |  |                         |  |
|                         |                        | Ermesinde di Lussemburgo | Corrado I di Lussemburgo   |  |  |       |  |  |                          |  |  |                         |  |
|                         |                        | Ermesinde di Lussemburgo | Clemenza d'Aquitania       |  |  |       |  |  |                          |  |  |                         |  |
| Filippo I di Namur      |                        | Ermesinde di Lussemburgo |                            |  |  |       |  |  |                          |  |  |                         |  |
|                         | Teodorico II di Lorena | Gerardo di Lorena        |                            |  |  |       |  |  |                          |  |  |                         |  |
|                         | Teodorico II di Lorena | Gerardo di Lorena        |                            |  |  |       |  |  |                          |  |  |                         |  |
|                         | Teodorico II di Lorena | Edvige di Namur          |                            |  |  |       |  |  |                          |  |  |                         |  |
| Teodorico di Alsazia    | Teodorico II di Lorena |                          |                            |  |  |       |  |  |                          |  |  |                         |  |
|                         |                        | Gertrude di Fiandra      | Roberto I di Fiandra       |  |  |       |  |  |                          |  |  |                         |  |
|                         |                        | Gertrude di Fiandra      | Roberto I di Fiandra       |  |  |       |  |  |                          |  |  |                         |  |
|                         |                        | Gertrude di Fiandra      | Gertrude di Sassonia       |  |  |       |  |  |                          |  |  |                         |  |
| Margherita I di Fiandra |                        | Gertrude di Fiandra      |                            |  |  |       |  |  |                          |  |  |                         |  |
|                         |                        | Folco V d'Angiò          | Folco IV d'Angiò           |  |  |       |  |  |                          |  |  |                         |  |
|                         |                        | Folco V d'Angiò          | Folco IV d'Angiò           |  |  |       |  |  |                          |  |  |                         |  |
|                         |                        | Folco V d'Angiò          | Bertrada di Montfort       |  |  |       |  |  |                          |  |  |                         |  |
| Sibilla d'Angiò         |                        | Folco V d'Angiò          |                            |  |  |       |  |  |                          |  |  |                         |  |
|                         |                        | Eremburga del Maine      | Elia I del Maine           |  |  |       |  |  |                          |  |  |                         |  |
|                         |                        | Eremburga del Maine      | Elia I del Maine           |  |  |       |  |  |                          |  |  |                         |  |
|                         |                        | Eremburga del Maine      | Matilde di Château-du-Loir |  |  |       |  |  |                          |  |  |                         |  |
|                         |                        | Eremburga del Maine      |                            |  |  |       |  |  |                          |  |  |                         |  |

### Fonti primarie
- (LA)  Monumenta Germaniae Historica, Scriptores, tomus V.
- (LA)  Monumenta Germaniae Historica, Scriptores, tomus IX.
- (LA)  Monumenta Germaniae Historica, Scriptores, tomus XIV.
- (LA)  Monumenta Germaniae Historica, Scriptores, tomus XVI.
- (LA)  Monumenta Germaniae Historica, Scriptores, tomus XXI.
- (LA)  Monumenta Germaniae Historica, Scriptores, tomus XXIII.
- (LA)  Orderici Vitalis, Historia Ecclesiastica, tomus unicus.
- (LA)  Recueil des historiens des Gaules et de la France, tomus XVIII.
- (LA)  Historia Rerum in partibus transmarinis gestarum.
- (LA)  Chronique de Guillaume de Nangis.

### Letteratura storiografica
- Austin Lane Pool, "Federico Barbarossa e la Germania", cap. XXIV, vol. IV (La riforma della chiesa e la lotta tra papi e imperatori) della Storia del mondo medievale, 1999, pp. 823–858
- Frederick Maurice Powicke, "I regni di Filippo Augusto e Luigi VIII di Francia", cap. XIX, vol. V (Il trionfo del papato e lo sviluppo comunale) della Storia del mondo medievale, 1999, pp. 776–828
- (FR)  Histoire généalogique de la maison royale de Dreux (Paris), Luxembourg.